# Lago della Vacca
Il lago della Vacca è un bacino lacustre artificiale situato a 2358 m s.l.m. nell'alta valle del Caffaro, in provincia di Brescia, ai piedi della parete ovest del Cornone di Blumone, in Lombardia.
Si ipotizza che il nome derivi da una curiosa formazione rocciosa situata nelle vicinanze, al passo della Vacca (2355 m), la cui forma ricorda quella di un grosso bovino soprattutto se vista da lontano, ma non ci sono prove a sostegno di questa teoria.

## Descrizione
Di dimensioni ristrette (25,6 ha), si colloca in una conca di origine glaciale, all'estremità meridionale del massiccio montuoso dell'Adamello, circondata da vette che superano i 2500 metri di quota. Il lago non ha veri e propri immissari: trae alimentazione dalle precipitazioni estive che cadono nel modesto bacino imbrifero (156 ha) e dallo scioglimento progressivo della coltre nevosa che copre nel periodo invernale i pendii delle montagne circostanti, nel periodo tra aprile e giugno. L'unico emissario, a valle dello sbarramento, è il rio Laione (o Lajone), affluente del Caffaro.

Il volume medio di acqua contenuta nell'invaso è di 2,4 milioni di metri cubi.

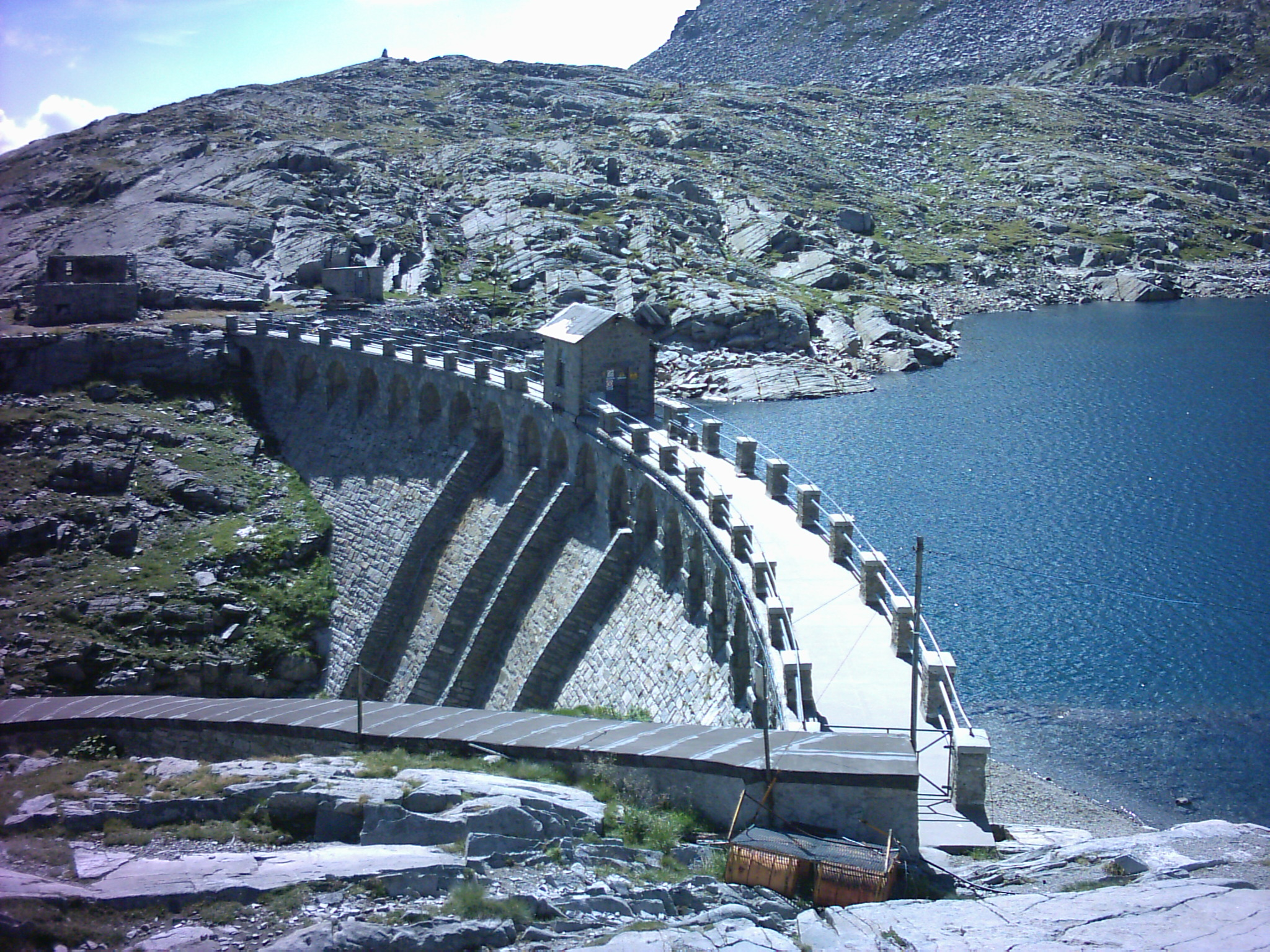
Scorcio della diga

Lo sbarramento del lago della Vacca è un manufatto in calcestruzzo, del tipo conosciuto come diga a gravità, di 5600 m3 di volume, 17,5 m di altezza massima e 87 m di sviluppo al coronamento superiore. Fu completata nel 1927, pochi anni dopo il disastro del Gleno che pose un interrogativo sull'affidabilità della tecnica all'epoca utilizzata nella costruzione degli sbarramenti idroelettrici.

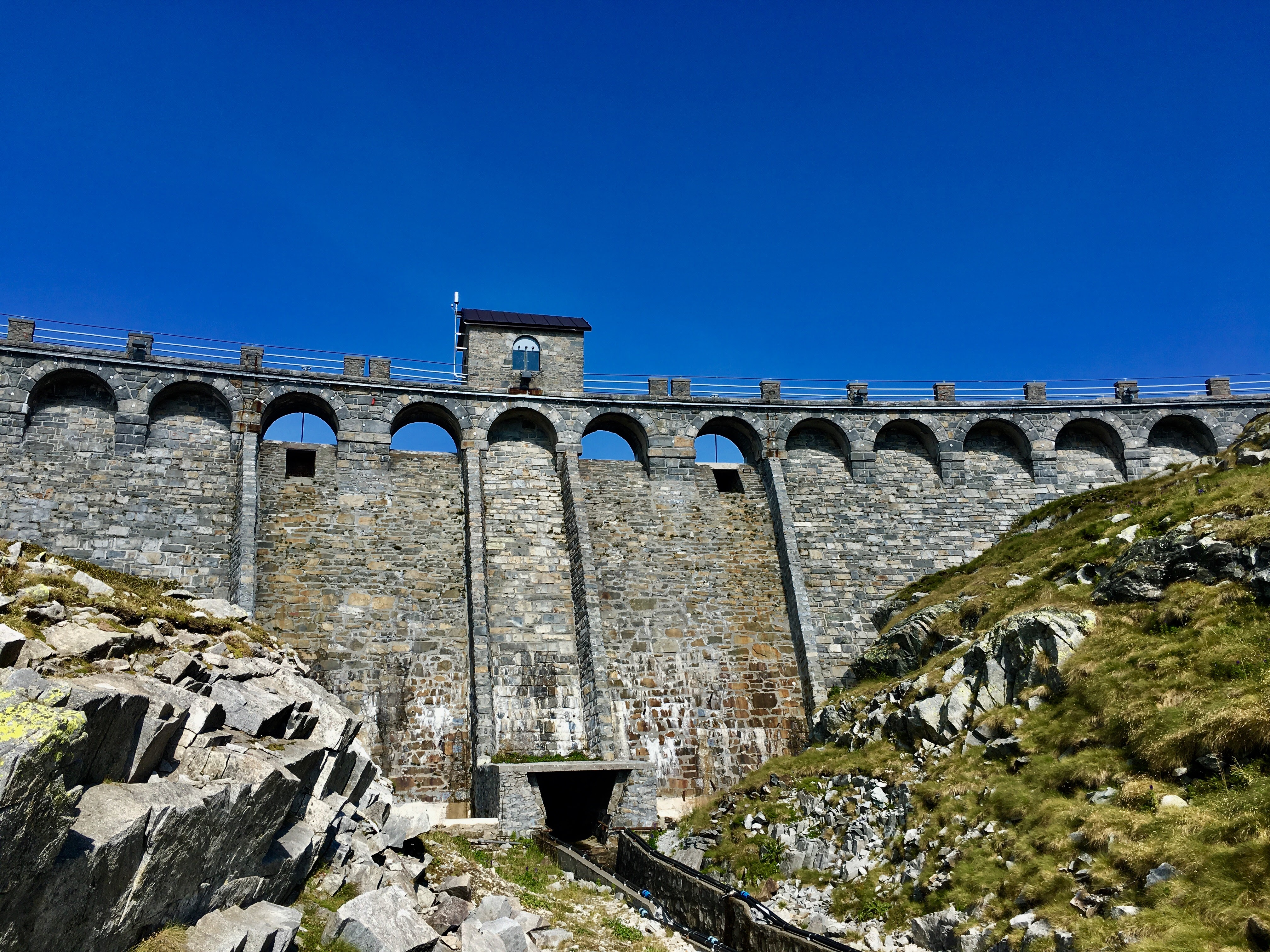
La diga (Q47780554)

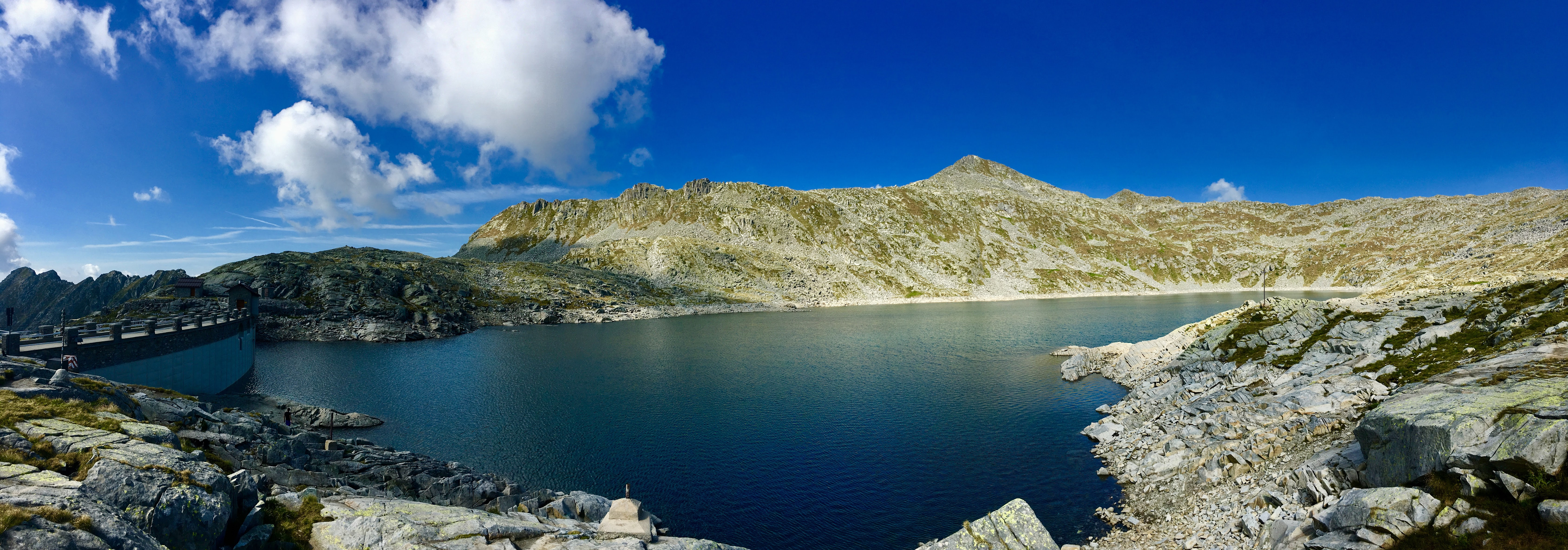
Il lago (Q47780554)

L'utilizzo principale dell'invaso è la produzione di energia elettrica. Alimenta, infatti, la sottostante centrale idroelettrica del Gaver, gestita ora dalla Edison S.p.A. e prima dalla società concessionaria Caffaro.
Presso la sponda sud-orientale del bacino sono situati due rifugi alpini: il Tita Secchi, di proprietà della società Ugolini di Brescia e gestito da Alessandra Serina è aperto al pubblico nei mesi estivi (le chiavi del locale invernale, quando chiuso, sono custodite dai guardiani della diga), e il Gabriele Rosa, dismesso da alcuni anni.

### Percorsi

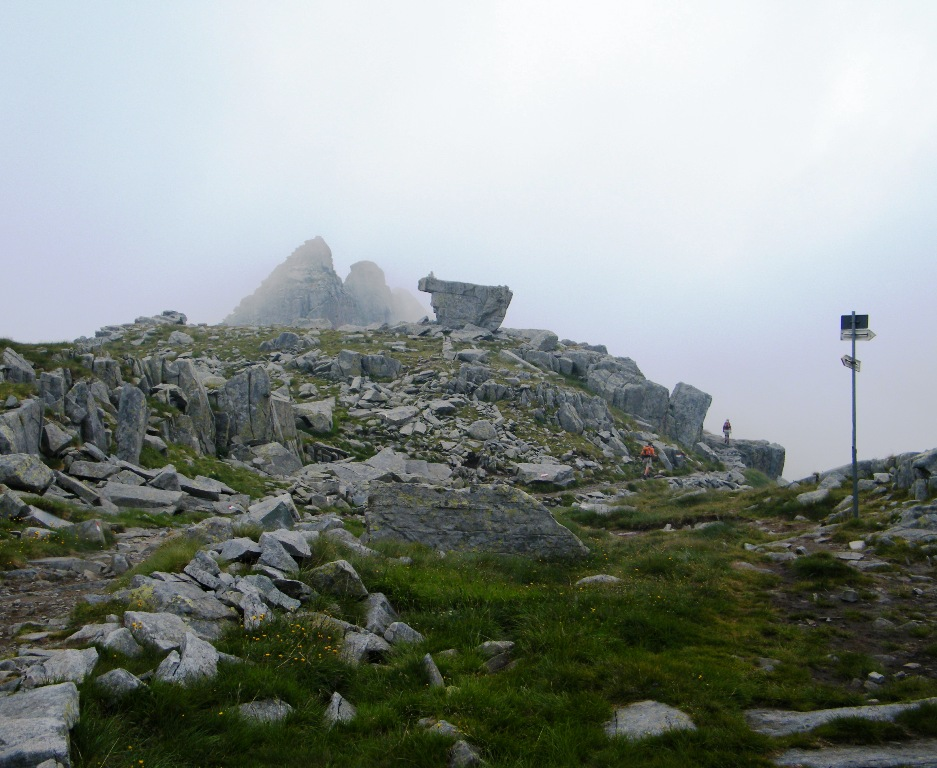
La "Vacca" presso il passo della Vacca.

Il lago, vista la sua altitudine, è raggiungibile a piedi o in mountain bike mediante sentieri, oppure in elicottero (la piazzola di atterraggio è collocata nelle vicinanze del rifugio Tita Secchi).
Un primo percorso ha inizio al rifugio Bazena (1800 m), posto lungo la ex SS 345 e quindi raggiungibile in auto; lungo circa 8 km, si inizia ripido, ma prosegue pianeggiante, e richiede in media 3 ore di cammino. Il percorso valica il Passo di Val Fredda a 2338 m di quota: in prossimità del valico inizia, tra l'altro, la via normale al monte Frerone. Il segnavia porta il numero 1, in quanto questo percorso rappresenta il tronco iniziale dell'Alta via dell'Adamello.
Il secondo percorso parte dalla cosiddetta Corna Bianca (2120 m) (nel dialetto locale corna, se detto con voce nasale, significa precipizio, rupe) ed è lungo circa 1 km e mezzo; piuttosto ripido, richiede pressappoco 2 ore. La Corna Bianca è collegata alla strada del Passo di Croce Domini (località Cadino della Banca, 1799 m) da un tratto di strada sterrata, vietato al transito dei mezzi motorizzati, ma facilmente percorribile a piedi. Il segnavia porta il numero 19.
Il terzo percorso inizia in località Gaver (1575 m). Ripido, sebbene discretamente panoramico, il percorso richiede in media 2 ore e 30 minuti. Il segnavia porta il numero 17.